# Diakonia Muzyczna Ruchu Światło - Życie Diecezji Sandomierskiej
Diakonia Muzyczna Ruchu Światło - Życie Diecezji Sandomierskiej – grupa skupiająca grono animatorów katolickiego Ruchu Światło-Życie. Przygotowaniem do posługi w Diakonii jest dwuletnia Szkoła Animatora Muzycznego, a następnie Kurs Animatora Muzycznego Oazy. Diakonia działa przede wszystkim na oazach wakacyjnych, szkołach animatora, oazach modlitwy, dbając o muzyczną stronę Mszy Świętych, nabożeństw i innych spotkań. Poszczególni Animatorzy dbają również o muzykę liturgiczną w swoich parafiach. Animatorzy biorą udział także w innych muzycznych inicjatywach i warsztatach wakacyjnych i kolędowych w diecezji. Podobne inicjatywy istnieją w innych rzymskokatolickich diecezjach Polski.